# 12D busz (Kecskemét)
A kecskeméti 179-es autóbusz a Vasútállomás és a Mercedes 1-es és 8-as kapui között közlekedik. A viszonylatot a Kecskeméti Közlekedési Központ megrendelésére az Inter Tan-Ker Zrt. üzemelteti.

## Története
Közlekedése 2020. március 24. és 2020. április 19. között szünetelt.
2025. június 2-től: Munkakanpokon a járat 1 induása Mercedes 1. kapu után továbbközlekedik Tanüzem, 2. kapu, 4. kapu bejáró út és SMP megállóhelyeken át Mercedes 8. kapuig és onnan is indul vissza a Vasútállomás felé. A Mercedes 8. kaputól ugyanezen útvonalon 2 indulás van.
2025. augusztus 25-től: A 8. kapuhoz érkező és onnan induló járatok meghosszabbított útvonalon, Szélmalom Csárda és Mercedes 1. kapu megállóhelyek között érintik a Mercedes 3. kapu megállóhelyet, valamint a 8. kaputól induló járatok 5 perccel korábban közlekednek.

## Útvonala
| Daimler I. kapu felé | Vasútállomás felé |
| --- | --- |
| Vasútállomás vá. – Kodály Zoltán tér – Bethlen körút – Ceglédi út – Liszt Ferenc utca – Czollner köz – Kandó Kálmán utca – Hunyadi János tér – Liszt Ferenc utca – Czollner köz – Mátyás király körút – Géza fejedelem körút – Szent István körút – Csokor utca – Klebersberg Kuno utca – Mindszenti körút – Kiskunfélegyházai út – Mercedes 3. kapu - Mercedes út – Mercedes 1. kapu vá. (-Mercedes út - 54-es | Daimler I. kapu vá. – Mercedes út – Kiskunfélegyházai út – Mindszenti körút – Mártírok útja – Szent István körút – Géza fejedelem körút – Mátyás király körút – Czollner köz – Kandó Kálmán utca – Hunyadi János tér – Liszt Ferenc utca – Ceglédi út – Bethlen körút – Kodály Zoltán tér – Vasútállomás vá. |

## Megállóhelyei
| 0  | Vasútállomás végállomás    | 22 | 1, 2D, 2S, 7, 7C, 15, 19, 21, 21D, 22, 25, 32 Helyközi buszok Távolsági járatok S210 S220 sebesvonat, gyorsvonat, InterRégió, IC, expresszvonat Bethlen körút: 18, 20H, 22, 23, 23A |
| 2  | Ceglédi úti Óvoda          | 20 | 18, 20H, 23, 23A |
| 3  | BARNEVÁL                   | 19 | 18, 20H, 23, 23A Helyközi buszok |
| 4  | Serleg utca                | 17 | 18, 20H, 23A |
| ∫  | Természet Háza             | 16 | 18, 20H, 23A |
| ∫  | Hunyadi János tér          | 15 | 12 |
| 5  | Czollner köz               | 14 | 12 |
| 6  | Hunyadi János tér          | ∫  | 12 |
| 8  | Hunyadi ABC                | 13 | 12, 18, 20H, 23A |
| 9  | Corvina utca               | 12 | 12 |
| 11 | Sarolta utca               | ∫  | |
| 12 | Közlekedési Hatóság        | 9  | 25 |
| 13 | Gyöngyvirág utca           | 8  | 25 |
| 14 | Gizella tér                | 7  | 3, 3A, 25 |
| 15 | Csokor utca                | ∫  | 3, 3A, 25 |
| 16 | Klebelsberg utca           | ∫  | 3, 3A, 25 |
| ∫  | Kertvárosi iskola          | 6  | 3, 3A, 25 |
| 19 | Univer                     | 4  | 7, 7C Helyközi buszok |
| 21 | Szélmalom Csárda           | 3  | 13D, 13K, 14D, 21D Helyközi buszok |
| 24 | Daimler I. kapu végállomás | 0  | 1D, 2D, 14D, 15D, 21D Helyközi buszok |